# Evagrio Póntico

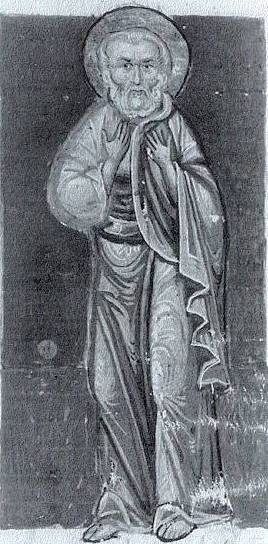
Evagrio Póntico

Evagrio Póntico (Ευάγριος Ποντικός), o Evagrio el Monje, también apodado El solitario (345-399) fue un monje y asceta cristiano. Fue muy conocido por sus cualidades de pensador, escritor y orador. 
Nació en una familia cristiana en el pequeño pueblo de Ibora, en la provincia romana del Ponto. Comenzó su carrera en la Iglesia, al ser nombrado lector por Basilio el Grande. Posteriormente, el hermano de este, Gregorio de Nisa, lo ordenó diácono.
La vida mundana de Constantinopla y sus atracciones fueron una tentación para Evagrio. Un sueño premonitorio impulsó su partida hacia Jerusalén. Allí vivió un tiempo en casa de una ilustre romana conocida como "Melania la Anciana".
Muchas dudas asaltaron a Evagrio durante ese tiempo. Una grave enfermedad, que significó una señal divina para él, lo hizo decidir partir a Egipto, estableciéndose un tiempo en el desierto de Nitria y posteriormente en Kellia ("Las Celdas"), donde vivió hasta su muerte.
Divulgó el hesicasmo, tradición inicialmente eremítica de plegaria que se mantiene dentro del rito bizantino practicada para mantener la quietud. La práctica del hesicasmo se mantiene aún en el Monte Athos y otros monasterios ortodoxos. La mayor parte de los textos atribuidos a Evagrio Póntico se encuentran en la recopilación canónica llamada Filocalia.
Fue el autor de la primera lista de pecados capitales que se conoce, denominados por él vicios malvados. En lugar de siete, como varios siglos después instauró San Gregorio Magno, los pecados nombrados por Evagrio Póntico eran ocho: gula o gastrimargia, lujuria o fornicatio, avaricia o philargyria, tristeza o tristitia, vanagloria o cenodoxia, ira, orgullo o superbia y apatía o acedia.

## Enseñanzas
La mayoría de los monjes egipcios de esa época eran analfabetos. Evagrio, un erudito clásico altamente educado, se cree que es uno de los primeros en comenzar la grabación y la sistematización de las enseñanzas orales antiguas de las autoridades monásticas conocidas como los Padres del Desierto. Finalmente, también se le reconoció como un padre del desierto, y varios de sus apotegmas aparecerían en el Vitae Patrum (una colección de dichos de principios de los monjes cristianos). Evagrio rigurosamente trató de evitar la enseñanza más allá de la madurez espiritual de sus audiencias. Al dirigirse a los novatos, él cuidadosamente fue concreto, en cuestiones prácticas (a las que él llamó praktike). Por ejemplo, en el Peri Logismon 16, él incluye este aviso legal:

No puedo escribir sobre todas las villanías de los demonios; y siento vergüenza de hablar sobre ellos en longitud y en forma detallada, por miedo a dañar al más ingenuo entre mis lectores.

Sus estudiantes más avanzados disfrutaron de un material más teórico y contemplativo (gnostike).

### Logismoi
Clasificó las diversas formas de la tentación y en el año 375 dio a conocer su lista de ocho tentaciones o malos pensamientos (λογίσμοι, logismoi), origen de todos los pecados. Esta lista fue pensada para servir a un propósito de diagnóstico: para ayudar a los lectores a identificar el proceso de la tentación, sus propias fortalezas y debilidades, y los recursos disponibles para superar la tentación.
Evagrio declaró: 

"El primer pensamiento de todos es el de amor a sí mismo, después de esto, los ocho"

Los ocho patrones del mal pensamiento son la gula, la avaricia, la acedia, la tristeza, la lujuria, la ira, la vanidad y el orgullo. Aunque él no creó la lista desde cero, él la refinó. Unos dos siglos después, en el año 590, Gregorio Magno, revisó esta lista para formar los más comúnmente conocidos siete pecados capitales. Gregorio Magno combinó la acedia (desánimo) con tristitia (tristeza), y llamó a esta combinación el pecado de la pereza; también unió la vanidad con el orgullo; y añadió la envidia a la lista de los "siete pecados capitales".

### Apatheia
En el tiempo de Evagrio, la palabra griega "apatheia" se usaba para referirse a un estado del ser sin pasiones.
Evagrio escribió: 

"Un hombre en cadenas no se puede ejecutar. Tampoco puede la mente que está esclavizada a la pasión ver el lugar de la oración espiritual. Es arrastrado y arrojado por estos pensamientos llenos de pasión y no puede mantenerse firme y tranquilo."

### Lágrimas
Evagrio enseñó que las lágrimas eran el mayor signo de verdadero arrepentimiento y que el llanto, incluso durante días, al tiempo "abriría" a la persona a Dios.

## Obras
En la Patrologia Graeca del Migne, sus obras se encuentran en el volumen 40:
- Capita practica ad Anatolium (col. 1219-1252)

- Rerum monachalium rationes, earumque iuxta quietem appositio (col. 1251-1264)

- Capitula XXXIII, per gradus quosdam disposita consequentiae (col. 1261-1268)

- Spirituales sententiae eius per alphabetum dispositae (col. 1267-1270)

- De octo vitiosis cogitationibus ad Anatolium (col. 1271-1278)

- Sententiae (col. 1277-1286)

- Fragmentos de obras perdidas (col. 1285-1286).